# Meketatón
Meketatón, segunda hija del matrimonio formado por el faraón de la dinastía XVIII egipcia Amenhotep IV (después denominado Akenatón) y su gran esposa real, la bella reina Nefertiti. Tenía una hermana mayor, llamada Meritatón, y cuatro hermanas menores, llamadas Anjesenamón, Neferneferuatón Tasherit, Neferneferura y Setepenra, además de su medio hermano Tutankamón.
La princesa real Meketatón nació en Tebas en el tercer o cuarto año de reinado de su padre, aproximadamente,. y aparece en numerosas ocasiones en escenas familiares jugando con sus padres o con su hermana mayor Meritatón.
Meketatón murió en el año 14º del reinado de su padre (cuando contaría, como mucho, con 11 o 12 años de edad).